# Ideal (filosofía)
Un ideal, en ética, es un principio o un valor que se plantea como un modelo de perfección a seguir. Como tal, se trata de un estado inalcanzable pero infinitamente aproximable.

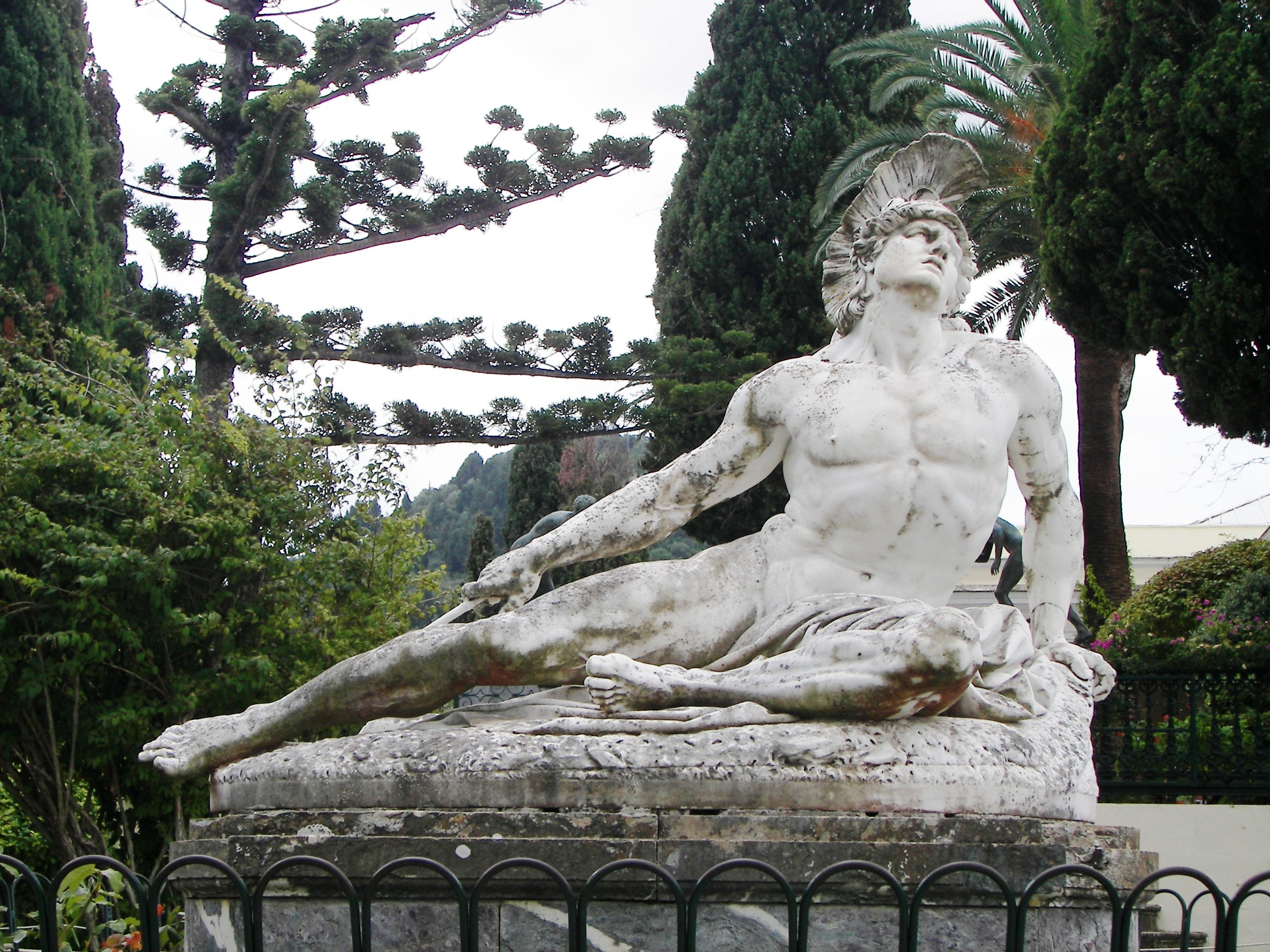
La figura heroica de Aquiles, un personaje de historias como la Ilíada, ha sido conocido por su idealismo expresado a través de su coraje y honor personal.

Los términos relacionados con el ideal son el idealismo ético, el idealismo moral, y el idealismo de principios. Un idealista ético, idealista moral, idealista de principios o sencillamente un idealista insiste en mantener los ideales incluso a pesar de un coste considerable como consecuencia de sostener tal creencia.
Según la definición de Armando Cíntora: «en principio, solo los seres humanos pueden tener ideales o desarrollar un comportamiento en busca de ideales».[cita requerida] Puede decirse que si bien los ideales constituyen conceptos confusos sin una definición clara, siguen siendo una parte influyente no solo de la elección personal, sino también de la dirección social más amplia de toda la civilización. La aproximación continua en busca de ciertos ideales ha participado de lo que comúnmente se denomina progreso de la humanidad.[cita requerida]
El término "ideal" se ha aplicado a organizaciones como iglesias independientes , grupos de activistas sociales, partidos políticos, estados nacionales y más. Los ideales de una entidad suelen funcionar como una forma de marcar pautas firmes para la toma de decisiones. El escoger ideales éticos está estrechamente relacionado con la libertad intelectual.[cita requerida]

## Controversia
Los ideales como tema reciben discusión tanto de personas espirituales como de personas laicas dentro de una variedad de campos, tanto históricamente como más recientemente.[cita requerida]
La denominación de individuos y/o grupos como "idealistas" tiene cierta complejidad. En el sentido del pensamiento metafísico, el idealismo generalmente se describe como centrado en una visión particular de la realidad objetiva en contraposición a la percepción de la realidad; Se debate la cuestión de si el conocimiento potencial existe o no independientemente de la humanidad o si dicho conocimiento está únicamente ligado a las experiencias en la mente. Incluso dentro de esa esfera intelectual particular, el sello de "idealista" aplicado a filósofos particulares, que a menudo poseen puntos de vista bastante matizados, atrae una controversia considerable.[cita requerida]
La línea divisoria entre un ideal y una virtud es difícil. Se ha argumentado que los ideales involucran inherentemente aspiraciones, mientras que las virtudes funcionan como guías directas para la conducta asignada según los estándares sociales. El análisis se ha topado con problemas dado que ambas entidades son conceptos borrosos. En general, algunos filósofos han argumentado que un ideal suele constituir algo más inherente que uno puede convertirlo en un hábito, mientras que las virtudes, en cambio, implican necesariamente ir más allá de la toma de decisiones regular para luchar activamente por algo. Por lo tanto, estos pensadores han afirmado que las virtudes constituyen inherentemente un comportamiento que, por su propia naturaleza, es muy difícil de convertir en una práctica regular. Otros filósofos han hecho el argumento opuesto y han visto las virtudes como entidades fundamentalmente filosóficamente más débiles que los ideales. Dada la complejidad de poner los ideales en práctica, por no mencionar la resolución de conflictos entre ellos, muchas personas han optado por elegir un grupo determinado de ellos y luego endurecerlos en un dogma absoluto. El teórico político Bernard Crick ha declarado que una forma de resolver este dilema es tener ideales que en sí mismos describan un proceso generalizado en lugar de un resultado específico, particularmente cuando este último es difícil de lograr.